# Cantó d'Exmes
El cantó d'Exmes és un cantó francès del departament de l'Orne, situat al districte d'Argentan. Té 13 municipis i el cap es Exmes.

## Municipis
- Avernes-sous-Exmes
- Le Bourg-Saint-Léonard
- La Cochère
- Courménil
- Exmes
- Fel
- Ginai
- Omméel
- Le Pin-au-Haras
- Saint-Pierre-la-Rivière
- Silly-en-Gouffern
- Survie
- Villebadin

## Història
| Data d'elecció                           | Identitat         | Partit                     | Qualitat |
| ---------------------------------------- | ----------------- | -------------------------- | -------- |
| 1949-1973                                | Norbert Sillières | UNR                        |          |
| 1973-1979                                | Richard Boisard   | Divers droite              |          |
| 1979-1992                                | Pierre Lelandais  | MRG, després divers droite |          |
| 1992-                                    | Patrick Mussat    | divers droite, després UMP |          |
| les dades anteriors no són pas conegudes |                   |                            |          |
|                                          |                   |                            |          |

## Demografia
| A partir de 1990: Població sense dobles comptes |